# Jungle Fever
Jungle Fever (bra: Febre da Selva; prt: A Febre da Selva) é um filme estadunidense de 1991 do gênero drama, dirigido e roteirizado por Spike Lee.

## Sinopse
Um arquiteto negro, jovem e bem-sucedido, inicia um romance extra-conjugal com sua secretária branca e de origem italiana. O caso transforma-se num escândalo e em acirrada disputa entre os membros das duas famílias.

## Elenco
- Wesley Snipes .... Flipper Purify
- Annabella Sciorra .... Angie Tucci
- Spike Lee .... Cyrus
- Ossie Davis .... Reverendo Doutor Purify
- Ruby Dee .... Lucinda Purify
- Samuel L. Jackson .... Gator Purify
- Lonette McKee .... Drew
- John Turturro .... Paulie Carbone
- Frank Vincent .... Mike Tucci
- Anthony Quinn .... Lou Carbone
- Halle Berry .... Vivian
- Tyra Ferrell .... Orin Goode
- Veronica Webb ...  Vera
- Debi Mazar ... Denise

## Principais prêmios e indicações
Festival de Cannes 1991 (França)
- Venceu na categoria de melhor ator coadjuvante (Samuel L. Jackson)[carece de fontes?]
- Recebeu o Prêmio do Júri Ecumênico - menção especial[carece de fontes?]

Prêmio KCFCC 1992 (Kansas City Film Critics Circle Awards, EUA)
- Venceu na categoria de melhor ator coadjuvante (Samuel L. Jackson)[carece de fontes?]

Prêmio NYFCC 1991 (New York Film Critics Circle Awards, EUA)
- Venceu na categoria de melhor ator coadjuvante (Samuel L. Jackson)[carece de fontes?]

Political Film Society 1992 (EUA)
- Recebeu o Prêmio Direitos Humanos[carece de fontes?]

Grammy Awards (EUA)
- Indicado na categoria de melhor canção escrita especificamente para cinema ou televisão (Gotta Have You)[carece de fontes?]